# Château Vallombrosa
Lo Château Vallombrosa è una storica dimora neogotica del XIX secolo situata a Cannes in Costa Azzurra.

## Storia
In origine l'edificio era una delle diverse residenze di lusso fatte realizzare dal promotore immobiliare Thomas Robinson Woolfield per facoltosi compratori attirati dal mite clima rivierasco. Venne progettato dall'architetto inglese Thomas Smith in stile castello scozzese, ispirato dai romanzi di Walter Scott, all'epoca molto in voga.